# Hypericum fuertesii
Hypericum fuertesii är en johannesörtsväxtart som beskrevs av Ignatz Urban. Hypericum fuertesii ingår i släktet johannesörter, och familjen johannesörtsväxter. Inga underarter finns listade i Catalogue of Life.